# ソルタムM72 155mm自走榴弾砲
ソルタムM72 155mm自走榴弾砲は、イスラエルのソルタム・システムズが1970年代に開発した自走榴弾砲である。
センチュリオン（ショット）戦車の車体にソルタム・システムズ製のM68 155mm榴弾砲を搭載した密閉砲塔を搭載した車両であるが、自走砲システムはすべて砲塔内に収容されているため様々な車体に搭載可能であった。

## 概要
ソルタム・システムズ社は1970年代初頭に、自社製のM68 155mm榴弾砲をスーパーシャーマンの車体に搭載したL33 155mm自走榴弾砲を開発し、イスラエル国防軍に納入していた。また、M68の改良型としてM71 155mm榴弾砲の開発にも成功し、こちらはイスラエル軍だけでなくいくつかの国に輸出も行われた。
これらを背景として、M71を搭載した自走砲としてソルタムが自主開発したのがソルタムM72 155mm自走榴弾砲である。M72の特徴として、砲塔内に自走砲に必要な機構がすべて搭載可能になっていたため、既存の戦車の車台、たとえばイギリス製のセンチュリオン、アメリカ合衆国製のM48パットン/M60パットン、あるいは西ドイツ製のレオパルト1といった車種の車体にそのまま砲塔を搭載して自走砲化する事が可能となっていた事が挙げられる。
M72はイスラエル国防軍および輸出市場に向け提案されたが、搭載されているM71が単純な機構で操作のほとんどが手動である事などにより、結局採用国は現れなかった。
イスラエル軍はL33の後継となる155mm自走榴弾砲としてアメリカ製のM109 155mm自走榴弾砲を採用し、"ロチェフ" (Rochev、A2相当)、"ドヘル" (Doher、A5相当)と呼ばれる独自改修を行い現在に至るまで運用を続けている。
ソルタム社は1980年代には国産のメルカバ戦車の車台に52口径155mm榴弾砲を搭載したショレフ 155mm自走榴弾砲を開発したが、こちらも量産配備には至らなかった。また同じく80年代に空挺輸送可能な軽量の装軌車体に155mm榴弾砲を搭載したラスカル 155mm自走榴弾砲を開発しており、こちらは100両程度がイスラエル軍で運用された。